# Open Humanities Press
Open Humanities Press è un progetto editoriale per la pubblicazione di contenuti in modalità Open Access nell'ambito delle discipline umanistiche, con particolare riferimento alla teoria e alla critica culturale.
Il comitato editoriale, che ha il compito di garantire la qualità dei contenuti pubblicati, comprende i seguenti nomi: Alain Badiou, Jonathan Culler, Stephen Greenblatt, Jean-Claude Guédon, J. Hillis Miller, Antonio Negri, Peter Suber e Gayatri Spivak.

## Storia
OHP fu fondata da Paul Ashton (Australia), Gary Hall (Regno Unito), Sigi Jöttkandt (Australia) e David Ottina (Stati Uniti), con l'intento di sensibilizzare l'opinione pubblica sulle tematiche e le questioni aperte dell'Open access nelle discipline umanistiche e di fornire supporto tecnico e commerciale alle riviste ad accesso aperto, selezionate per partecipare alla comunità.
Nel 2008, il progetto divenne operativo nel Web con il lancio di sette riviste, accolto positivamente da Public Library of Science, che definì OHP come "una luce di speranza". 

Ad agosto del 2009, seguì l'avvio delle prime pubblicazioni ad accesso aperto, edite dai membri dell'OHP.
Nello stesso anno, la rivista Cultural Machine pubblicò New Cultural Studies: The Liquid Theory Reader, la prima serie di "libri liquidi" della casa editrice OHP, pensata come un progetto collaborativo aperto e online rivolto a  ricercatori, studenti e bibliotecari per la condivisione di contenuti testuali, immagini, video, podcast, citazioni e link a materiali esterni.

## Serie
Le serie di monografie pubblicate sono le seguenti:
- New Metaphysics a cura di Graham Harman e Bruno Latour
- Critical Climate Change a cura di Claire Colebrook e di Tom Cohen
- Fibreculture Books a cura di Andrew Murphie
- Liquid Books a cura di Gary Hall e di Clare Birchall
- Immediations a cura di SenseLab
- Technographies a cura di Steven Connor, David Trotterm e James Purdon
- Cultural machine liquid books[6]

Riviste peer reviewed
- Culture Machine, periodico annuale fondato nel '99, ISSN 1465-4121
- International Journal of Zizek Studies
- Vectors: Journal of Culture and Technology in a Dynamic Vernacular, per le opere interattive multimediali, a cura dell'USC School of Cinematic Arts.